# Norrbomia demeteri
Norrbomia demeteri är en tvåvingeart som beskrevs av Papp 1988. Norrbomia demeteri ingår i släktet Norrbomia och familjen hoppflugor.
Artens utbredningsområde är Etiopien. Inga underarter finns listade i Catalogue of Life.